# Махабхута
Махабху́та (санскр. महाभूत, IAST: mahā-bhūta, «первоэлемент») — в индуизме пять великих или универсальных элементов: эфир, воздух, огонь, вода и земля; в буддизме — обозначение четырёх компонентов, составляющих первый скандх — рупу (форму).

## В буддизме
В буддизме термин махабхута имеет двойственное значение, используется не только для описания физических и физиологических явлений, но и психологических, как разновидности осязаемого.
- «элемент твёрдости-мягкости» (IAST: pathavi-dhatu) — земля (IAST: Prthivi), инерция
- «элемент гладкости-шероховатости» (IAST: apo-dhatu) — вода (IAST: āp), сцепление
- «элемент тепла-холода» (IAST: tejo-dhatu) — огонь (IAST: tejas), излучение
- «элемент легкости-тяжести» (IAST: vayo-dhatu) — ветер (IAST: vāyu), вибрация.

Буквальный перевод термина означает «грубый элемент», так как первый скандх является единственной физической составляющей индивидуума, в отличие от остальных четырёх «тонких» («умственных») первоэлементов.
Синонимом понятия махабхута является стхулабхута (санскр. स्थूलभूत, IAST: sthūlabhūta).

## В индуизме
В индуистской философии выделяют 5 «великих элементов» или махабхут.
В философии кашмирского шиваизма они представляют финальный уровень манифестации изначального света сознания (пракаша).
- Притхиви — элемент земли, связан с запахом.
- Джала или Ап — элемент воды, связан со вкусом.
- Теджас — элемент огня, связан со зрением.
- Вайю — элемент воздуха, связан с осязанием.
- Акаша — элемент пространства или эфира, связан со звуком.